# ارين فرازير
ارين فرازير (بالإنجليزية: Warren Fraser) هو عداء سريع باهاماسي، ولد في 8 يوليو 1991 في ناساو في باهاماس.

## وصلات خارجية
- ارين فرازير على موقع الاتحاد الدولي لألعاب القوى (الإنجليزية)
- ارين فرازير على موقع TFRRS.org (الإنجليزية)
- ارين فرازير على موقع اللجنة الأولمبية الدولية (الإنجليزية)
- ارين فرازير على موقع أوليمبيديا (الإنجليزية)
- ارين فرازير على موقع اتحاد ألعاب الكومنولث (مؤرشف) (الإنجليزية)